# Гала Плацидия
Елия Гала Плацидия (на латински: Aelia Galla Placidia) e дъщеря на римския император Теодосий I и Гала, внучка на Валентиниан I и Юстина, Августа, майка на император Валентиниан III и като такава регентка на Западната римска империя.

## Произход и ранни години
Родена е ок. 390 г. в Константинопол. Има двама по-възрастни полубратя – Хонорий и Аркадий, които са от първия брак на баща ѝ с Елия Флавия Флацила.
През 394 г. майка ѝ умира по време на помятане, а малко след това, на 17 януари 395 г. умира неочаквано и Теодосий I. Десетгодишният Хонорий става западноримски император и е даден заедно с Гала при военноначалника magister militum Стилихон и съпругата му Серена. През 405 г. Гала се сгодява с Евхерий, син на Стилихон, но през 408 г. Евхерий е убит по време на дворцова интрига, също както и баща му, и жена му.

## Брак с крал Атаулф
През 410 г. Рим е завладян и ограбен от вестготите на крал Аларих. Много благородници, между тях и Гала Плацидия, попадат в плен. От Рим визиготите тръгват в посока към Сицилия. Аларих умира през същата година. Атаулф, новият крал, води през 412 г. визиготите в Галия. Там, в Нарбона, се жени през януари 414 г. с Гала Плацидия по римска ритуална традиция. Още същата година им се ражда син с името Теодосий, който умира преди края на годината.
Визиготите, нападани от римския magister militum Констанций (по-късно Констанций III), на когото Гала е обещана, се изтеглят в Испания, където през 415 г. Атаулф е убит. През 416 г. се сключва мирен договор и Гала Плацидия се връща при римляните обратно.

## Брак с Констанций III
По настояване на брат ѝ, император Хонорий, Гала Плацидия се омъжва на 1 януари 417 г. в Равена за неговия най-близък съветник, magister militum Констанций. От този брак има две деца – Хонория и Валентиниан III. Хонорий провъзглася Флавий Констанций през 421 г. за август и сърегент (Констанций III) и Гала Плацидия за августа. Нейният син Валентиниан става така наследник на трона. Но на 2 септември 421 г. съпругът на Плацидия умира от плеврит.

## Следващи години
След скарване с брат ѝ Гала Плацидия напуска с двете си деца през 423 г. Западната империя и търси спасение в Константинопол, където Теодосий II вече е наследил баща си Аркадий. Хонорий умира на 27 август 423 г., без да остави наследник. След като Западната империя четири месеца е без император, дворцовият чиновник Йоан (Johannes) се самопровъзгласява за император. Тогава Теодосий II изпраща през есента на 424 г. Гала Плацидия и децата ѝ заедно с войска за запазване на легитимното императорство в Италия. Завладяват Равена, убиват узурпатора и издигат шестгодишния Валентиниан III за август. Гала Плацидия е регентка на малолетния си син, свързва се с Аеций (Aëtius), който бил наел за узурпатора Йоан 60 000 хунски наемници. Издава закон за авторитета на правото. След три години дава прочутото си изявление, че императорът е обвързан със законите и неговият авторитет зависи от това на правото. Външнополитически има доверието на своите magistri militi.
През 437 г. Валентиниан III взема управлението, a Плацидия се оттегля все повече от политическата трибуна. Живее в Рим, където умира на 27 ноември 450 г.